# Océane Avocat Gros
Océane Avocat Gros (23 aprile 1997) è una saltatrice con gli sci francese.

## Biografia
La Avocat Gros, attiva in gare FIS dal febbraio del 2012, ha esordito in Coppa del Mondo il 2 dicembre 2016 a Lillehammer (26ª) e ai Campionati mondiali a Seefeld in Tirol 2019, dove è stata 38ª nel trampolino normale e 7ª nella gara a squadre.

## Palmarès

### Mondiali juniores
- 1 medaglia:
  - 1 argento (gara a squadre a Liberec 2013)

### Coppa del Mondo
- Miglior piazzamento in classifica generale: 37ª nel 2020